# Yvon Détchénou
Yvon Détchénou est une personnalité politique du Bénin. Le 17 avril 2023, Patrice Talon le nomme ministre de la Justice par décret.

## Biographie
Fils de fonctionnaire, Yvon Détchénou est avocat et ancien bâtonnier de 2017 à 2020. En 2023, il est nommé Garde des sceaux du Bénin sous le régime de Patrice Talon,. il a exercé en tant qu'expert juriste à la commission de l'UEMOA.

## Distinctions
- Le 23 novembre 2022, il est fait chevalier de l'Ordre national du mérite de France[2].